# Курмангалиев, Марат Рамазанович
Марат Рамазанович Курмангалиев (8.10.1931, Алматы — 12.9.1989, там же) — советский ученый, кандидат технических наук (1963), заслуженный изобретатель Казахстана. Окончил Московское высшее техническое училище им. Баумана (1955). С 1955 года Курмангалиев работал в научно-исследовательском институте энергетики АН Казахстана в должности лаборанта, младшего, старшего научного сотрудника, заведующей лабораторией. Основные научные труды посвящены процессам сжигания в Циклонном колоснике добываемого в Казахстане угля. Внедрил в производство методологию исследования в моделях колосников процессов сжигания низкокачественного угля в котельных энергетических установок большой мощности (Государственная премия Казахстана, 1989). Исследовал сжигание угля в кипящих, а затем и во вращающихся слоях. Награждён орденом Трудового Красного Знамени, «Знак Почета» и медалями.